# Капсула на времето
Капсула на времето е своеобразно писмо за бъдещето. То представлява послание, сложено в метална капсула, запечатано и обикновено поставено в земята с надпис отгоре с датата, на която да се отвори. Много често това става в тържествена обстановка. Често съдържанието на капсулата се пази в тайна.
В СССР на няколко места пионери през 1960-те поставят капсули на времето, в които описват мечтите и представите си за 2000 година. През 1939 година в Ню Йорк е поставена капсула на времето която трябва да бъде отворена след 5000 години, т.е. през 6939 година.
В Космоса са изстреляни 4 капсули на времето – 2 плочи на Пионер и 2 златни плочи на Вояджър. Предназначени са за контакт с евентуални извънземни цивилизации. Напоследък стават популярни електронните капсули на времето.

## В киното
- Във филма „Знамение“ (Knowing) от 2009, подобна капсула е напълнена с детски рисунки, които са запечатани в нея през 1959. Едно мистериозно момиче, обаче, вместо рисунка запълва целият лист с на пръв поглед случайно избрани числа. 50 години по-късно, ново поколение ученици решават да отворят капсулата и когато листа попада в бащата (Никълъс Кейдж) на едно от децата, той разбира, че листа е пълен с предсказания за бъдещ Апокалипсис на Земята.